# Trionymus tomlini
Trionymus tomlini är en insektsart som först beskrevs av Green 1925.  Trionymus tomlini ingår i släktet Trionymus och familjen ullsköldlöss. Arten är reproducerande i Sverige. Inga underarter finns listade i Catalogue of Life.